# 멘드사이하니 엥흐사이한
멘드사이하니 엥흐사이한(몽골어: Мэндсайханы Энхсайхан, 1955년 6월 4일 ~)은 1996년 7월 7일부터 1998년 4월 23일까지 역임한 몽골의 총리이며, 80년 간 몽골 인민당에 소속되지 않은 최초의 총리이다.

## 생애
1955년 울란바토르에서 태어났다. 1973년 국제수학올림피아드에 참가하여 동메달을 거머쥐었다. 1970년대에 전 USSR이었던 키예프 국립 대학교에서 경제학 부문에서 박사 학위를 받았다.
1978년부터 1988년까지 경제학자, 연구원, 몽골 외교부 부책임자로 일했다. 1988년부터 1990년까지 대외경제관계무역부 전문가로 중간에 있다가 시장 연구소의 감독으로 임했다.
1996년 7월 7일, 선거를 거쳐 몽골의 총리가 되었다.